# 検事総長
検事総長（けんじそうちょう、英語: Prosecutor-General）は、日本の検察官の最高位で、検事総長は官名であり、職名でもある。最高検察庁の長として庁務を掌理し、全ての検察庁の職員を指揮監督する権限を有している（検察庁法第7条）。
日本以外の類似する役職名の訳語として用いられることもあるが、本稿では日本の検事総長について記述する。

## 概説
検察官（検察庁法第3条）の職階の最上位。最高検察庁の長として庁務を掌理し、全国全ての検察庁の職員を指揮、監督する（検察庁法第7条第1項）。任免は内閣が行い、天皇がこれを認証する（検察庁法第15条第1項）。定年は65歳（検察庁法第22条）。任期は存在しないが、事務次官と同様、おおむね2年前後在任した後、自主的に退職を願い出ることが慣例となっている。
検事総長は1960年代以降は検察官の出世ルートのトップとして事実上の人事運用がされており、1964年以降は東京高等検察庁検事長から起用される慣例になっている。その他、法務省大臣官房長、法務省刑事局長、法務事務次官、次長検事が検察官の出世ルートにおける主要ポストとされている（これらのポストを経ないで検事総長に就任する事例もある）。なお、法的には国家公務員法第38条および検察庁法第20条の各欠格事由に該当せず検察庁法第19条に規定された検事一級の資格があり定年を下回っていれば、内閣は検察官経験がない裁判官経験者、弁護士経験者、行政官経験者、裁判所職員経験者でも検事総長に起用することが可能である。
検察の公平性・中立性を保つため、検事総長は法務省の特別の機関である検察庁の職員であるにもかかわらず特別な地位を与えられており、次長検事および検事長とともに認証官とされている。その理由は、職務上対応する司法組織として最高裁判所判事と高等裁判所長官が認証官なので、釣り合いを取ることである（ただし、検事総長は国家公務員法第2条第3項での特別職としての指定は無く、裁判官〈法第2条第3項第13号〉であるそれらと異なり分類としては一般職となっている）。
他の省庁では、事務次官が政治的任命職を除く職員（いわゆる事務方）のトップであることが多いが、法務省では事務次官は検事長・次長検事・検事総長に至る検察官の出世ルートの一通過点の位置付けとなっており、この序列は、検事総長・次長検事・検事長は認証官であるが法務事務次官は認証官ではないこと、俸給の違い（検事総長は国務大臣と同額、東京高等検察庁検事長は副大臣と同額、次長検事、検事長〈東京高等検察庁検事長を除く〉は大臣政務官と同額であり、いずれも指定職8号俸である法務事務次官より多額である。なお指定職8号俸は検事1号俸と同額である）などからも窺い知れる。
なお、検事総長の直近上位職は法務大臣であり、法務事務次官の直近上位職も法務大臣（および法務副大臣）である。従って、検事総長、次長検事および検事長は法務事務次官より格上の地位にあるが、検察官たる地位を有する者が法務事務次官となった場合、その在任中は職務上の必要性より検察官の地位を離れるのを通例とし、また各々が担当する職務･役割も異なることから、法務事務次官はその所掌事務について検事総長、次長検事および検事長の指揮、監督、命令を受けることはない。
検察官の事務と個々の事件の取調または処分については、法務大臣から指揮を受ける（詳細は指揮権 (法務大臣)を参照）。検察庁法第25条により指揮権発動に従わなかった検事総長に対しては職務上義務違反により免職を含めた懲戒処分が下されることになる。
検察庁法第25条により、定年または検察官の職務を執るに適しない事由と判断されることによる検察官適格審査会による決議を除けば、職務上義務違反による懲戒免職以外は法務大臣は検事総長を更迭させることができないと解釈されることもあるが、一方で検察庁法第25条は「検察官の失職や職務停止や俸給減額の禁止」を規定しているに留まり、同じ検察官の身分保障に転官、転所は含まないとする見解もあり、その場合は法務大臣の一存で検事総長を副検事に左遷することも可能とされる。
検察官はそれぞれが検察権を行使する独任官庁であるが、現行憲法上、検察権は行政権に属し、全体として統一されたものでなければならないことから、検察官は検事総長を頂点とした指揮命令系統となっている（検察官同一体の原則）。
法務大臣と検事総長の兼任に関する質問が国会で出た際には、「法務大臣が国会議員の場合は国会法第39条の規定により国会議員と検事総長の兼任を可能とする規定がないことから法改正をしない限り兼任はできず、民間人閣僚の法務大臣の場合は検事一級の資格があれば検事総長との兼任には法律上直接制限する規定はないが、一方で検察庁法の趣旨として司法権とは密接不可分の関係にある検察権は独立性と政治的中立性を確保すべきことが要請されるため、検事総長たる法務大臣が全検察庁の個々の検察官の具体的事件の捜査や処理について指揮が可能な事態は検察庁法第14条の趣旨に反することになるため、法務大臣と検事総長の兼任は本来法律が予定しているところではないと考えられている」と政府は答弁している。

## 俸給
検察官の俸給は、「検察官の俸給等に関する法律」に規定されている。同法別表によると、検事総長の俸給額は月額146万6000円であり、国務大臣・会計検査院長・人事院総裁と同額である。

## 沿革
- 1875年（明治8年）6月7日：「大検事」岸良兼養（後に大審院長）を大審院詰とした。最上級庁に属する検察官の最上席者という点では今日の検事総長に相当する最初の例である。しかし他の検事に対する指揮監督権などを明文で有していた訳ではなく、その点で今日の検事総長とは異なる。この当時の検察官の官位は、大検事、権大検事、中検事、権中検事、少検事、権少検事と分かれていた。
- 1877年（明治10年）6月28日：正権の「大検事」・「中検事」・「少検事」の官位を廃止。勅任官たる検察官を「検事長」、奏任官たる検察官を「検事」とした。岸良兼養は「検事長」となり、引き続き大審院詰として、検事総長相当職を継続。
- 1879年（明治12年）12月27日：「検事長」の官を廃止。奏任官たる検事の他に、勅任官たる「検事」を新設。
- 1881年（明治14年）10月24日：大審院に検事長を設置。（検事長は官名ではなく勅任検事から補される職名）
- 1886年（明治19年）5月5日：「裁判所官制」が制定され、控訴院及び大審院の検事局の長として「検事長」を設置。官名は「検事」であり、大審院検事長と東京控訴院検事長は勅任検事の中から補する。

「大審院検事長ハ所属検事及控訴院検事長ヲ監督ス」（裁判所官制第32条）
「大審院検事長ハ其局ノ検事ヲ指揮シ及其局所轄ノ事務ヲ掌理ス」（裁判所官制第36条）
- 1890年（明治23年）11月1日：大審院検事局の長として「検事総長」という職名を創設。官名は検事であり、勅任検事の中から検事総長を補する。

「検事総長ハ其ノ検事局及下級検事局ヲ監督ス」（裁判所構成法第135条）
- 1914年（大正3年）5月1日：検事総長を勅任検事の中から親補する勅任官親補職に格上げ。（親任官待遇）
- 1921年（大正10年）6月1日：親任検事を創設し、検事総長を親任検事の中から親補する親任官親補職に格上げ。
- 1947年（昭和22年）5月3日：日本国憲法施行と同時に裁判所法・検察庁法施行。検察組織は裁判所から分離。

「検事総長」を官名と職名とが一致する官職として創設。認証官とする。
「検事総長は、最高検察庁の長として、庁務を掌理し、且つ、すべての検察庁の職員を指揮監督する。」（検察庁法第7条第1項）

## 歴代検事総長
- 検事総長職に相当する前身各職

| 職名／代                     | 氏 名    | 在 任 期 間                    | 退任後の要職           |
| ---------------------------- | -------- | ------------------------------ | ---------------------- |
| 大検事／検事長／初代勅任検事 | 岸良兼養 | 1875年6月7日 - 1880年10月25日  | 大審院長               |
| 第2代勅任検事                | 鶴田皓   | 1880年7月22日 - 1881年10月21日 | 参事院議官、元老院議官 |

| 代 | 氏 名    | 在 任 期 間                    | 退任後の要職             |
| -- | -------- | ------------------------------ | ------------------------ |
| 1  | 渡辺驥   | 1881年10月24日 - 1886年1月21日 | 元老院議官               |
| ２ | 名村泰蔵 | 1886年1月21日 - 1890年8月21日  | 大審院部長、大審院長心得 |
| ３ | 三好退蔵 | 1890年8月21日 - 1890年10月31日 | （ → 検事総長へ）        |

| 代 | 氏 名      | 在 任 期 間                    | 出身校                                   | 前職                             | 退任後の要職                                                                           |
| -- | ---------- | ------------------------------ | ---------------------------------------- | -------------------------------- | -------------------------------------------------------------------------------------- |
| １ | 三好退蔵   | 1890年11月1日 - 1891年6月3日   | 高鍋藩明倫堂、江戸安井息軒門下、慶應義塾 | 大審院検事長                     | 大審院長                                                                               |
| ２ | 松岡康毅   | 1891年6月5日 - 1892年8月20日   | 徳島藩長久館、泊園書院                   | 東京控訴院長                     | 行政裁判所長官、農商務大臣、枢密顧問官、日本法律学校第2代校長・日本大学初代総長        |
| ３ | 春木義彰   | 1892年8月22日 - 1898年6月28日  | 八尾教恩寺伴林光平門下                   | 長崎控訴裁判所検事長、大審院検事 | 東京控訴院長、貴族院議員                                                               |
| ４ | 横田国臣   | 1898年6月28日 - 1898年10月15日 | 中津市学校、慶應義塾                     | 司法次官、和仏法律学校長         | 検事総長再任                                                                           |
| ５ | 野崎啓造   | 1898年11月4日 - 1904年4月7日   | 広島藩学問所                             | 東京控訴院検事長                 | 貴族院議員                                                                             |
| ６ | 横田国臣   | 1904年4月7日 - 1906年7月3日    | 前掲                                     | 後期法典調査会第三部長           | 大審院長                                                                               |
| ７ | 松室致     | 1906年7月12日 - 1912年12月21日 | 司法省法学校                             | 長崎控訴院長                     | 行政裁判所長官、司法大臣、貴族院議員、枢密顧問官、法政大学学長                         |
| ８ | 平沼騏一郎 | 1912年12月21日 - 1914年4月30日 | 帝国大学法科大学                         | 司法次官                         | （ → 親補職へ）                                                                        |
|    | 平沼騏一郎 | 1914年5月1日 - 1921年5月31日   | 前掲                                     | 前掲                             | （ → 親任官へ）                                                                        |
|    | 平沼騏一郎 | 1921年6月1日 - 1921年10月5日   | 前掲                                     | 前掲                             | 大審院長、大東文化学院初代総長、日本大学第2代総長、 司法大臣、枢密院議長、内閣総理大臣 |
| ９ | 鈴木喜三郎 | 1921年10月5日 - 1924年1月7日   | 帝国大学法科大学                         | 司法次官                         | 司法大臣、内務大臣、貴族院議員、 立憲政友会総裁                                        |
| 10 | 小山松吉   | 1924年1月7日 - 1932年5月26日   | 獨逸学協会学校専修科                     | 大審院検事                       | 司法大臣、貴族院議員、法政大学総長                                                     |
| 11 | 林頼三郎   | 1932年5月28日 - 1935年5月13日  | 東京法学院（旧・英吉利法律学校）         | 横浜専門学校初代校長、司法次官   | 大審院長、司法大臣、貴族院議員、 枢密顧問官、中央大学総長                              |
| 12 | 光行次郎   | 1935年5月13日 - 1936年12月18日 | 東京帝国大学法科大学                     | 東京控訴院長                     | 貴族院議員                                                                             |
| 13 | 泉二新熊   | 1936年12月18日 - 1939年2月15日 | 東京帝国大学法科大学                     | 大審院刑事第一部長               | 大審院長、枢密顧問官                                                                   |
| 14 | 木村尚達   | 1939年2月15日 - 1940年1月16日  | 京都帝国大学法科大学                     | 東京控訴院長                     | 司法大臣                                                                               |
| 15 | 岩村通世   | 1940年1月17日 - 1941年7月25日  | 東京帝国大学法科大学                     | 司法次官                         | 司法大臣、弁護士                                                                       |
| 16 | 松阪広政   | 1941年7月29日 - 1944年7月22日  | 東京帝国大学法科大学                     | 東京控訴院検事長                 | 司法大臣、弁護士                                                                       |
| 17 | 中野並助   | 1944年7月24日 - 1946年2月8日   | 東京帝国大学法科大学                     | 大阪控訴院検事長                 | 公職追放で退任後に弁護士                                                               |
| 18 | 木村篤太郎 | 1946年2月8日 - 1946年5月22日   | 東京帝国大学法科大学英法科               | 弁護士                           | 司法大臣、法務総裁、法務大臣、 参議院議員、保安庁長官、防衛庁長官                      |
| 19 | 福井盛太   | 1946年6月19日 - 1947年5月2日   | 東京帝国大学法科大学                     | 弁護士                           | （ → 検察庁法に基づく検事総長へ）                                                      |

| 代 | 氏 名       | 在 任 期 間                    | 出身校                 | 前職                                                 | 退任後の要職 |
| -- | ----------- | ------------------------------ | ---------------------- | ---------------------------------------------------- | --- |
| 1  | 福井盛太    | 1947年5月3日 - 1950年7月13日   | 東京帝国大学法科大学   | 大審院検事総長                                       | 初代日本プロ野球コミッショナー、衆議院議員 |
| 2  | 佐藤藤佐    | 1950年7月14日 - 1957年7月23日  | 東京帝国大学法科大学   | 弁護士、司法次官、法務庁法務行政長官、法務府刑政長官 | 秋田経済大学学長 |
| 3  | 花井忠      | 1957年7月23日 - 1959年5月12日  | 東京帝国大学法学部     | 弁護士、中央大学理事長、東京高等検察庁検事長         | 第一次臨時行政調査会委員 |
| 4  | 清原邦一※   | 1959年5月12日 - 1964年1月8日   | 東京帝国大学法学部     | 次長検事                                             | 弁護士、日本プロ野球コミッショナー委員会委員 |
| 5  | 馬場義続※   | 1964年1月8日 - 1967年11月2日   | 東京帝国大学法学部     | 東京高等検察庁検事長                                 | 弁護士 |
| 6  | 井本臺吉    | 1967年11月2日 - 1970年3月31日  | 東京帝国大学法学部     | 東京高等検察庁検事長                                 | 弁護士 |
| 7  | 竹内壽平※   | 1970年3月31日 - 1973年2月2日   | 東京帝国大学法学部     | 東京高等検察庁検事長                                 | 弁護士、日本プロ野球コミッショナー |
| 8  | 大澤一郎※   | 1973年2月2日 - 1975年1月25日   | 京都帝国大学法学部     | 東京高等検察庁検事長                                 | 弁護士 |
| 9  | 布施健      | 1975年1月25日 - 1977年3月20日  | 東京帝国大学法学部     | 東京高等検察庁検事長                                 | 弁護士 |
| 10 | 神谷尚男※   | 1977年3月22日 - 1979年4月16日  | 東京帝国大学法学部     | 東京高等検察庁検事長                                 | 弁護士 |
| 11 | 辻辰三郎    | 1979年4月17日 - 1981年7月22日  | 東京帝国大学法学部     | 東京高等検察庁検事長                                 | 弁護士 |
| 12 | 安原美穗※   | 1981年7月23日 - 1983年12月2日  | 京都帝国大学法学部     | 東京高等検察庁検事長                                 | 弁護士、（財）国際研修協力機構理事長、 （財）矯正協会会長 |
| 13 | 江幡修三    | 1983年12月2日 - 1985年12月19日 | 東京帝国大学法学部     | 東京高等検察庁検事長                                 | 弁護士 |
| 14 | 伊藤栄樹※   | 1985年12月19日 - 1988年3月24日 | 東京帝国大学法学部     | 東京高等検察庁検事長                                 | 弁護士 |
| 15 | 前田宏※     | 1988年3月24日 - 1990年5月10日  | 東京大学法学部         | 東京高等検察庁検事長                                 | 弁護士、（財）矯正協会会長、日本テレビ放送網取締役、 アール・エス・シー取締役相談役 |
| 16 | 筧栄一※     | 1990年5月10日 - 1992年5月26日  | 東京大学法学部政治学科 | 東京高等検察庁検事長                                 | 弁護士、（財）国際研修協力機構理事長、 （社）日本臓器移植ネットワーク理事長 |
| 17 | 岡村泰孝※   | 1992年5月27日 - 1993年12月12日 | 京都大学法学部         | 東京高等検察庁検事長                                 | 弁護士、（財）国際民商事法センター理事長、 トヨタ自動車監査役、三井物産監査役 |
| 18 | 吉永祐介    | 1993年12月13日 - 1996年1月16日 | 岡山大学法文学部       | 東京高等検察庁検事長                                 | 弁護士、東京海上火災保険監査役、大丸監査役、 ベネッセ監査役 |
| 19 | 土肥孝治    | 1996年1月16日 - 1998年6月23日  | 京都大学法学部         | 東京高等検察庁検事長                                 | 弁護士、関西電力監査役、積水ハウス監査役、 小松製作所監査役、阪急電鉄監査役、阪急阪神ホールディングス監査役、 アーバンコーポレイション取締役、カワセコンピュータサプライ監査役 |
| 20 | 北島敬介    | 1998年6月23日 - 2001年7月2日   | 東京大学法学部         | 東京高等検察庁検事長                                 | 弁護士、（財）矯正協会会長、 日本郵船監査役、大和証券グループ本社取締役 |
| 21 | 原田明夫※   | 2001年7月2日 - 2004年6月25日   | 東京大学法学部         | 東京高等検察庁検事長                                 | 弁護士、原子力損害賠償支援機構運営委員長、住友商事監査役・取締役、資生堂監査役、セイコー取締役、 日本郵政取締役、東京女子大学理事長、（財）国際民商事法センター理事長 三菱UFJフィナンシャル・グループ取締役、企業再生支援機構取締役、山崎製パン取締役、グルー・バンクロフト基金評議員                                                                                     |
| 22 | 松尾邦弘※   | 2004年6月25日 - 2006年6月30日  | 東京大学法学部         | 東京高等検察庁検事長                                 | 弁護士、旭硝子取締役、トヨタ自動車監査役、日本取引所グループ取締役、駿河台大学法科大学院教授、ブラザー工業監査役 テレビ東京ホールディングス監査役、損害保険ジャパン監査役、三井物産監査役、セブン銀行監査役、小松製作所監査役、（公財）アジア刑政財団副理事長 |
| 23 | 但木敬一※   | 2006年6月30日 - 2008年6月30日  | 東京大学法学部         | 東京高等検察庁検事長                                 | 弁護士、森・濱田松本法律事務所客員弁護士、T&Tパートナーズ法律事務所客員弁護士、日本生命保険監査役、（財）矯正協会会長、大和証券グループ本社監査役、イオン取締役、フジタ監査役、検察の在り方検討会議委員、福島原発事故独立検証委員会有識者委員、フジテレビジョン番組審議会委員長、関西電力第三者委員会委員長                                                               |
| 24 | 樋渡利秋※   | 2008年7月1日 - 2010年6月17日   | 東京大学法学部         | 東京高等検察庁検事長                                 | 弁護士、TMI総合法律事務所顧問、野村証券取締役、本田技研工業監査役、トーヨーカネツ監査役、（公財）アジア刑政財団会長 (代表理事)、（財）日本法律家協会顧問、東大総長選考検証委員会委員、東京都個人情報保護審査会会長 |
| 25 | 大林宏※     | 2010年6月17日 - 2010年12月27日 | 一橋大学法学部         | 東京高等検察庁検事長                                 | 弁護士、大和証券監査役、アサツー ディ・ケイ取締役、三菱電機取締役、日本製鉄監査役、日本たばこ産業監査役、更生保護法人日本更生保護協会副理事長 |
| 26 | 笠間治雄    | 2010年12月27日 -2012年7月20日  | 中央大学法学部         | 東京高等検察庁検事長                                 | 弁護士、日本郵政取締役、住友商事監査役、SOMPOホールディングス監査役、NKSJホールディングス監査役、キユーピー監査役、西武ホールディングス顧問、日清医療食品特別顧問、ワタキューセイモア特別顧問、一柳アソシエイツ特別顧問、イーサポートリンク顧問、（財）日本法律家協会副会長、全日本柔道連盟柔道女子暴力的指導問題に対する第三者委員会委員長、凸版印刷監査役、JR東海取締役 |
| 27 | 小津博司※   | 2012年7月20日 - 2014年7月18日  | 東京大学法学部         | 東京高等検察庁検事長                                 | 弁護士、三井物産監査役、トヨタ自動車監査役、資生堂監査役、（一財）清水育英会代表理事、日本刑事政策研究会会長 |
| 28 | 大野恒太郎※ | 2014年7月18日 - 2016年9月5日   | 東京大学法学部         | 東京高等検察庁検事長                                 | 弁護士、森・濱田松本法律事務所客員弁護士、イオン取締役、小松製作所監査役、伊藤忠商事監査役、（公財）国際民商事法センター理事長 |
| 29 | 西川克行※   | 2016年9月5日 - 2018年7月25日   | 東京大学法学部         | 東京高等検察庁検事長                                 | 弁護士、大和証券グループ本社取締役、（公財）柳井正財団監事、イオン北海道監査役 |
| 30 | 稲田伸夫※   | 2018年7月25日 - 2020年7月17日  | 東京大学法学部         | 東京高等検察庁検事長                                 | 弁護士、稲田法律事務所弁護士、野村證券取締役、日本たばこ産業監査役 |
| 31 | 林眞琴      | 2020年7月17日 - 2022年6月24日  | 東京大学法学部         | 東京高等検察庁検事長                                 | 弁護士、森・濱田松本法律事務所弁護士、イオン取締役、三井物産監査役、JR東海監査役 |
| 32 | 甲斐行夫    | 2022年6月24日 - 2024年7月9日   | 東京大学法学部         | 東京高等検察庁検事長                                 | |
| 33 | 畝本直美    | 2024年7月9日 -                 | 中央大学法学部         | 東京高等検察庁検事長                                 | |